# Me & the Rhythm
"Me & the Rhythm" é uma canção da artista musical estadunidense Selena Gomez, contida em seu segundo álbum de estúdio solo Revival (2015). Foi composta pela mesma juntamente com Julia Michaels, Justin Tranter, Mattias Larsson, Robin Fredrikssone, e lançada como um single promocional do álbum em 2 de outubro de 2015.

## Antecedentes
Em junho de 2014, foi divulgado pelo portal Mstarz que Gomez lançaria no final daquele ano um álbum de grandes êxitos, que iria tornar-se seu último trabalho com a Hollywood Records. Em setembro seguinte, o Hits Daily Double noticiou que a cantora havia assinado um novo contrato com John Janick, chefe da Interscope Records, após sete anos com sua antiga gravadora. Na época, ela já tinha vendido mais de 2.8 milhões de álbuns e 18.1 milhões de singles somente nos Estados Unidos, incluindo seus discos com a banda Selena Gomez & the Scene. O contrato foi confirmado pela intérprete apenas no dia 13 de dezembro daquele ano, através de seu Instagram. Seu último lançamento com a Hollywood foi For You, álbum de grandes êxitos distribuído em 24 do mês anterior.
"Me & The Rhythm" foi a terceira canção revelada do segundo álbum de estúdio de Gomez, Revival, após o primeiro single, "Good for You", e o segundo single "Same Old Love". Um trecho da faixa foi publicado, juntamente com a capa do single, oficialmente, em 26 de setembro de 2015. A canção também foi tema do comercial da Coca-Cola, onde Selena é uma das novas propagandas da marca.

## Desempenho nas tabelas musicais

### Posições
| Tabela musical (2015)                                     | Melhor posição |
| --------------------------------------------------------- | -------------- |
| Canadá (Canadian Hot 100)                                 | 57             |
| França (Syndicat National de l'Édition Phonographique)    | 165            |
| Estados Unidos (Billboard Bubbling Under Hot 100 Singles) | 6              |